# Нікола Радулович
Нікола Радулович (26 квітня 1973) — хорватський баскетболіст.
Срібний призер Олімпійських Ігор 2004 року.
Бронзовий призер Чемпіонату Європи 2003 року.